# طواف النرويج
طواف النرويج (بالإنجليزية: Tour of Norway )‏ هو سباق دراجات هوائية،  من صنف سباق المرحلة ‏،  بدأ في 2011 في النرويج.

## تاريخ

### قائمة الفائزين
| السنة | الفائز              | الثاني              | الثالث                 |                 |
| ----- | ------------------- | ------------------- | ---------------------- | --------------- |
| 2011  | ويلكو كيليرمان      | Daniel Foder ‏       | Vegard Robinson Bugge ‏ |                 |
| 2012  | إيدفالد بواسون هاغن | سيمون كلارك         | لارس بيتر نوردهاوق     |                 |
| 2013  | إيدفالد بواسون هاغن | سيرجيو باولينيو     | سوندر هولست إنجر       |                 |
| 2014  | ماسيج باتيرسكي      | Marc de Maar ‏       | باوك موليما            |                 |
| 2015  | يسبر هانسن          | إيدفالد بواسون هاغن | ديفيد لوبيز            |                 |
| 2016  | بيتر وينينج         | إيدفالد بواسون هاغن | سوندر هولست إنجر       |                 |
| 2017  | إيدفالد بواسون هاغن | سيمون جيرانس        | بيتر وينينج            |                 |
| 2018  | إدوارد براديس       | ألكسندر كامب        | إيدفالد بواسون هاغن    |                 |
| 2019  | ألكسندر كريستوف     | كريستوفر هالفورسن   | إيدفالد بواسون هاغن    |                 |
| 2020  | تم إلغاء السباق     | تم إلغاء السباق     | تم إلغاء السباق        | تم إلغاء السباق |
| 2021  | إيثان هايتر         | Ide Schelling ‏      | مايك تيونسين           |                 |
| 2022  | رمكو أفينبول        | Jay Vine ‏           | لوكاس بلاب             |                 |
| 2023  | Ben Tulett ‏         | ماغنوس شيفيلد       | Thibau Nys ‏            |                 |
| 2024  | Axel Laurance ‏      | Bart Lemmen ‏        | Ådne Holter ‏           |                 |

## وصلات خارجية
- الموقع الرسمي